# Groene Liga

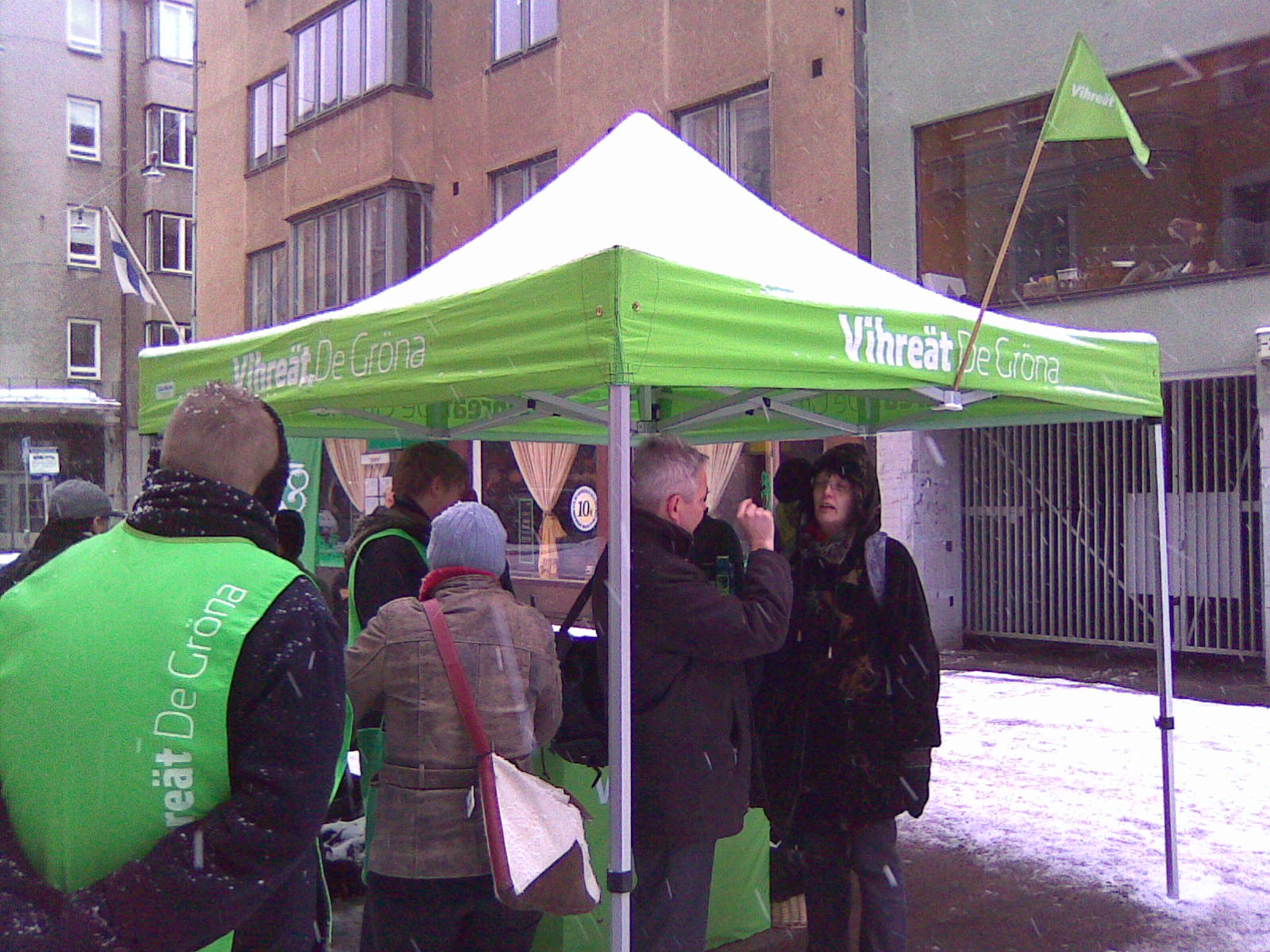
Campagnestalletje van de groene partij.

De Vihreä liitto (Vihr.) (Zweeds: Gröna förbundet; Nederlands: Groene Liga) is een Finse groene politieke partij. Vooral in de steden kunnen de groenen op enige aanhang rekenen, op het platteland werven ze minder steun.

## Geschiedenis
De groene partij is officieel ontstaan in 1987, maar de wortels gaan terug tot het begin van de jaren 1980 wanneer enkele activisten beginnen te ijveren voor groene thema’s. In 1983 worden de eerste groene afgevaardigden verkozen die in het parlement gaan zetelen als onafhankelijken. In 1987 winnen de groenen vier en in 1991 tien zetels. In 1995 nemen de groenen deel aan de regering van sociaaldemocraat Paavo Lipponen, waarmee ze de eerste Europese groene partij in zijn die deelneemt aan een nationale regering. In 2002 verlaten de groenen de regering uit onvrede over de bouw van een nieuwe kerncentrale. Bij de Finse parlementsverkiezingen in 2011 haalden de groenen 7,3% van de stemmen en tien zetels, een verlies van ongeveer 1% en vijf zetels ten opzichte van 2007. De groenen namen deel aan het zes-partijenkabinet van Jyrki Katainen. De Vihreä liitto leverde met partijleider Ville Niinistö de minister van Milieu en met Heidi Hautala de minister van Ontwikkelingssamenwerking.

## Ideologie
De partij bevindt zich in het centrum van het politieke spectrum en formuleert zowel bedenkingen bij socialisme als bij een vrijemarkteconomie. De partij kan opgevat worden als groenliberaal. Op hun website verklaren de groenen een veilige en eerlijke oplossing te willen bieden voor de klimaatverandering. De partij is van oordeel dat immigranten een Finse officiële taal (Fins of Zweeds) dienen te leren. In de jaren 1990 is de partij nog verdeeld over een standpunt ten opzichte van de Europese Unie en de Europese eenheidsmunt. Vandaag is de groene partij echter pro-Europees ingesteld en streeft ze naar een federaal Europa. In haar manifest van 2006 verklaarde de Groene Liga zichzelf tot een feministische partij die de multiculturele samenleving steunt.
Bij de Europese Parlementsverkiezingen van 2009 kreeg de partij 2/13 Finse zetels.
Bij de Europese Parlementsverkiezingen van 2014 kreeg de partij 1/13 Finse zetels.